# Мантер (Канзас)
Мантер (енгл. Manter) град је у америчкој савезној држави Канзас.

## Демографија
По попису из 2010. године број становника је 171, што је 7 (-3,9%) становника мање него 2000. године.
| Група             | 2000.       | 2010.       |
| Белци             | 158 (88,8%) | 130 (76,0%) |
| Афроамериканци    | 0 (0,0%)    | 0 (0,0%)    |
| Азијати           | 0 (0,0%)    | 0 (0,0%)    |
| Хиспаноамериканци | 7 (3,9%)    | 34 (19,9%)  |
| Укупно            | 178         | 171         |